# Preprosti enstatitni ahondrit
Preprosti enstatitni ahondrit je vrsta meteorita iz skupine preprostih ahondritov (kamnitih meteoritov). 

Včasih meteorite te vrste označujejo tudi kot neuvrščene enstatitne ahondrite.
To so hondriti, ki so preživeli preobrazbo (metamorfozo). Meteoriti so nastali iz hondritnega prednika.
Sestavlja jih enstatit in zlitina niklja in železa.

Predstavnika preprostih enstatitnih ahondritov sta meteorita Zaklodzie in Itqiy. Nekateri preprostih enstatitnih ahondritov ne smatrajo kot samostojno skupino, ker  meteorit Zaklodzje spominja na akapulkoite, Itqiy pa je podoben lodranitom.